# چهابری
چهابری (به انگلیسی: Chhabri) یک روستا در پاکستان است که در ناحیه دیره غازی خان واقع شده‌است.